# Franz Josef Mone
Franz Josef Mone, född 12 maj 1796 i Bad Mingolsheim, död 12 mars 1871 i Karlsruhe, var en tysk historiker och arkivarie.
Mone var professor vid Heidelbergs universitet 1819–1827, därefter i Leuven till 1831 samt geheimearkivarie och direktor för badensiska statsarkivet 1835–1868. Han utgav bland annat Geschichte des Heidenthumes im nördlichen Europa (1822–1823; utgörande sjätte delen av Friedrich Creuzers "Symbolik und Mythologie der alten Völker, besonders der Griechen") samt Lateinische Hymnen des Mittelalters (tre band, 1855–1857) och andra bidrag till den äldre litteraturhistorien och "Quellensammlung der badischen Landesgeschichte" (fyra band, 1845–1867). 
Mone utgav (1850–1868) 21 band av den av honom grundade "Zeitschrift für die Geschichte Oberrheins". Han var även författare till den lidelsefulla anonyma broschyren Die katholischen Zustände in Baden, som 1841 från den klerikala sidan öppnade striden mellan romersk-katolska kyrkan och den badensiska regeringen.